# 9097 Девідшлаг
9097 Девідшлаг (9097 Davidschlag) — астероїд головного поясу, відкритий 14 січня 1996 року.
Тіссеранів параметр щодо Юпітера — 3,195.